# Sinal de Hegar
Sinal de Hegar é um sinal médico que indica probabilidade de gravidez em mulheres. É percebido a partir da 8ª semana de gestação e consiste no amolecimento do istmo uterino percebido por meio do exame de toque ginecológico. Neste, o médico examinador realiza o toque bimanual, com uma mão palpando o fundo de saco vaginal anterior ou posterior e a outra pressionando a região suprapúbica. Então, nota-se uma área amolecida entre duas estruturas mais rígidas (o colo e o corpo uterino). As vezes o amolecimento do istmo é tão significativo que passa uma sensação de que o colo e o corpo uterino são órgãos separados.
Foi descrito originalmente por Ernst Ludwig Alfred Hegar, um ginecologista alemão, em 1895.